# Kalifornien
Kalifornien (engelska: California) är den folkrikaste delstaten i USA, och den tredje största till ytan. Kalifornien är den näst folkrikaste administrativa indelningen i Amerika, efter São Paulo, Brasilien. Delstaten är belägen vid USA:s västkust och gränsar till Oregon i norr, Nevada i nordöst, Arizona i sydöst och mexikanska delstaten Baja California i syd och Stilla havet i väst. Kaliforniens fyra största städer är Los Angeles, San Diego, San Jose och San Francisco. Delstaten är platsen för landets näst och sjätte största folkräkningsområden och även åtta av landets 50 folkrikaste städer. Kalifornien har ett varierande klimat, geografi och en skiftande befolkning.
Kalifornien är till ytan den tredje största delstaten, efter Alaska och Texas. Delstaten sträcker sig från Stillahavskusten till bergskedjan Sierra Nevada i öst, till Mojaveöknen i sydöst och redwood- och douglasgranskogarna i nordväst. Den centrala delen av delstaten domineras av Central Valley, ett av de bördigaste jordbruksområdena i världen. Kalifornien är den delstat i USA som är mest geografiskt olikartad, och innefattar både den högst (Mount Whitney) och den lägst (Death Valley) belägna platsen i kontinentala USA (USA utan Hawaii och Alaska). Uppemot 40 procent av Kaliforniens yta är skogbeklädd, vilket är en hög siffra för en relativt torr delstat.
I slutet av 1700-talet koloniserades området som är känt som Alta California av spanska imperiet. År 1821 blev Mexiko och Alta California det första mexikanska imperiet, som till en början var en monarki innan landet blev republik. År 1846 utropade en grupp amerikanska bosättare i Sonoma den självständiga Republiken Kalifornien. Efter mexikansk-amerikanska kriget annekterades Kalifornien av USA, och Kalifornien blev den 9 september 1850 landets 31:a delstat.
Under 1800-talet ledde guldrushen till en dramatisk social, ekonomisk och demografisk förändring i Kalifornien, med en stor tillströmning av människor och ett ekonomisk uppsving, vilket gjorde att San Francisco växte från en liten tältby till en välkänd storstad. Viktiga utvecklingar under tidiga 1900-talet innefattar uppkomsten av Los Angeles som centrum för amerikanskt nöjesindustri och tillväxten av en stor delstatsomfattande turismsektor. Utöver Kaliforniens framgångsrika jordbruksindustri finns rymd-, petroleum- och informationsteknologi som viktiga ekonomiska bidragsgivare. Om Kalifornien vore ett land skulle det rankas bland de tio största ekonomierna i världen, med ett BNP liknande Italiens. Man skulle samtidigt ha den 35:e största befolkningen.

## Etymologi
Kalifornien har fått sitt namn efter Kaliforniska halvön som går ut i sydväst. Namnet togs med norrut av spanska nybyggare och de separerades som nedre respektive övre; Baja California respektive Alta California.
Halvön namngavs av conquistadorer under Hernán Cortés ledning, första halvan av 1500-talet. De var övertygade att det var en ö och att Kaliforniska viken var ett sund, något som var med på många kartor även in på 1700-talet. Den gängse uppfattningen är att de tog namnet från en fiktiv ö, California, i riddarromanen Las sergas de Esplandián av Garci Rodríguez de Montalvo. Teorin lades fram på 1800-talet av engelska historikern Edward Everett Hale. Fiktionens California var en ö som låg öster om Indien, beboddes av kvinnliga krigare och den enda metallen som fanns på ön var guld. Montealvo, som skrev boken, kan ha namngett den Kalifens ö, alltså en muslimsk ledares ö, eller av en kvinnlig motsvarighet, Kalafias ö. Han kan också ha inspirerats av Rolandssången, där en mystisk plats med namnet Califerne beskrivs.
Det finns andra teorier som inte nödvändigtvis bygger på boken Las sergas de Esplanadián. Bland dem att ordet kommer från äldre spanskans "Calida Fornax", ungefär "varm ugn", som kan användas om varma platser. Det kan vara en fras, "Kali forno", från ursprungsbefolkningen med betydelsen "höga berg". Det finns en karta från 1650 där platsen särskrivs "Cali Fornia", som skulle kunna förklaras av ett annat ursprung.

## Historia
Den första europé som utforskade den kaliforniska kusten var portugisen Juan Rodriguez Cabrillo 1542. Han följdes av Francis Drake 1579. Med start under det sena 1700-talet anlade spanska missionärer missionsstationer i delstaten. När Mexiko blev självständigt år 1821 tillhörde även Kalifornien landet. Missionsstationerna kom i den mexikanska statens ägo och de styrande förbjöd missionärerna att verka i området, vilket fick till följd att stationerna avfolkades och upphörde med sin verksamhet.
Kalifornien var från början namnet på den nordvästra delen av det spanskkontrollerade området i Nordamerika. Efter mexikansk–amerikanska kriget (1847) delades området mellan USA och Mexiko. Den amerikanska delen blev 1850 den amerikanska delstaten Kalifornien. Namnet kommer från en fiktiv ö i en 1600-talsroman. En kortlivad självständig kalifornisk republik bildades den 10 juni 1846. Det var i detta sammanhang som den kaliforniska flaggan med stjärnan och brunbjörnen tillkom. Republiken upplöstes redan den 9 juli samma år, då ett amerikanskt slagskepp ankom till San Francisco-bukten varvid dess befälhavare gjorde anspråk på området för Amerikas förenta staters räkning. År 1848 uppgick folkmängden i den norra delen av delstaten till cirka 4 000, men efter att guld hittats i området och speciellt efter 1849 års guldrush ökade befolkningen lavinartat. 
Under amerikanska inbördeskriget stod Kalifornien officiellt på nordstaternas sida, men invånare i delstaten ställde upp som soldater på båda sidorna. Mellan 1900 och 1965 växte delstatens befolkning från en miljon invånare till den största folkmängden av USA:s alla stater. Under perioden från 1965 och fram till idag har befolkningssammansättningen förändrats; idag bor människor från ett stort antal länder i Kalifornien.

## Geografi

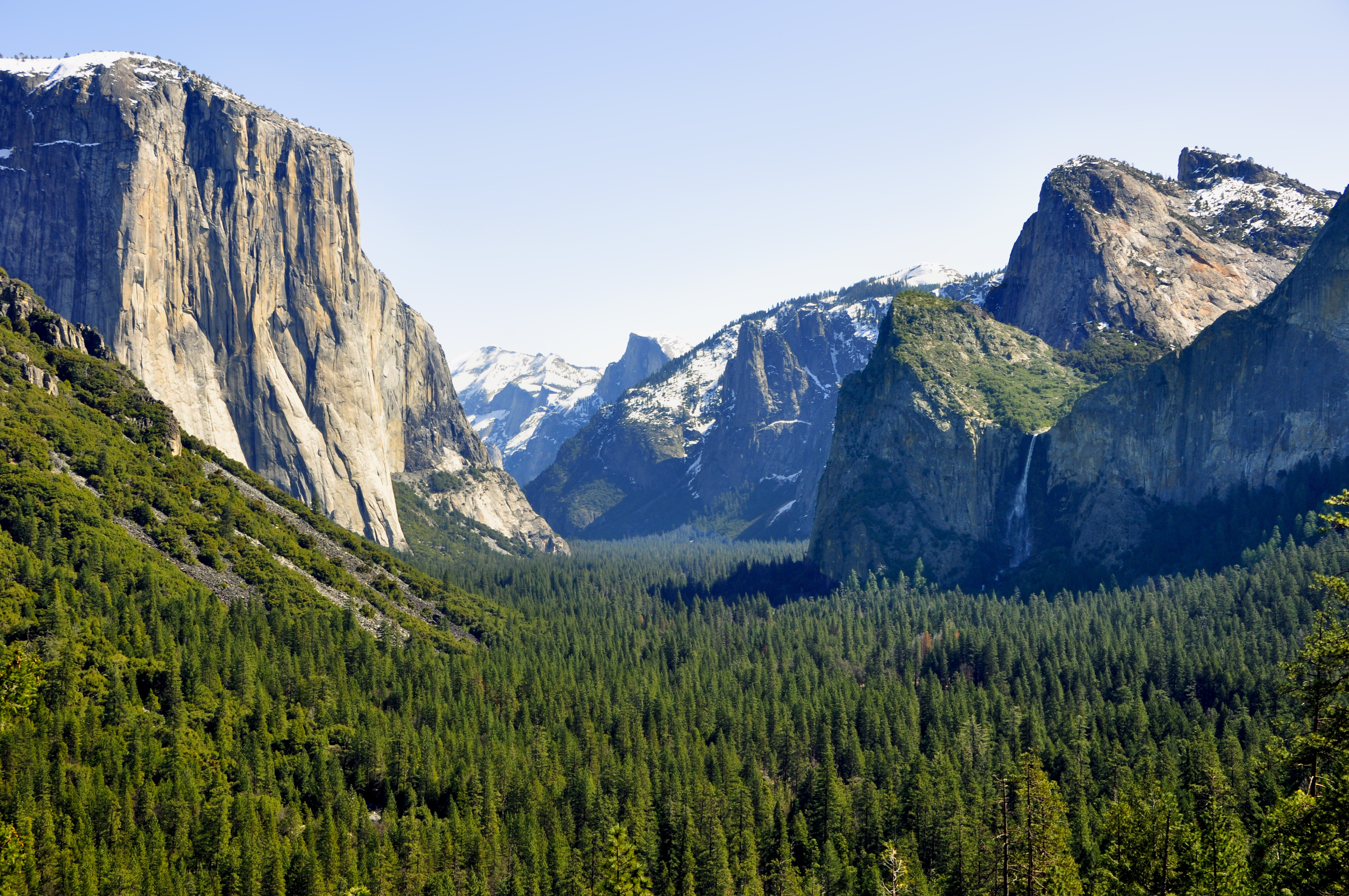
Yosemite Valley, Yosemite National Park.
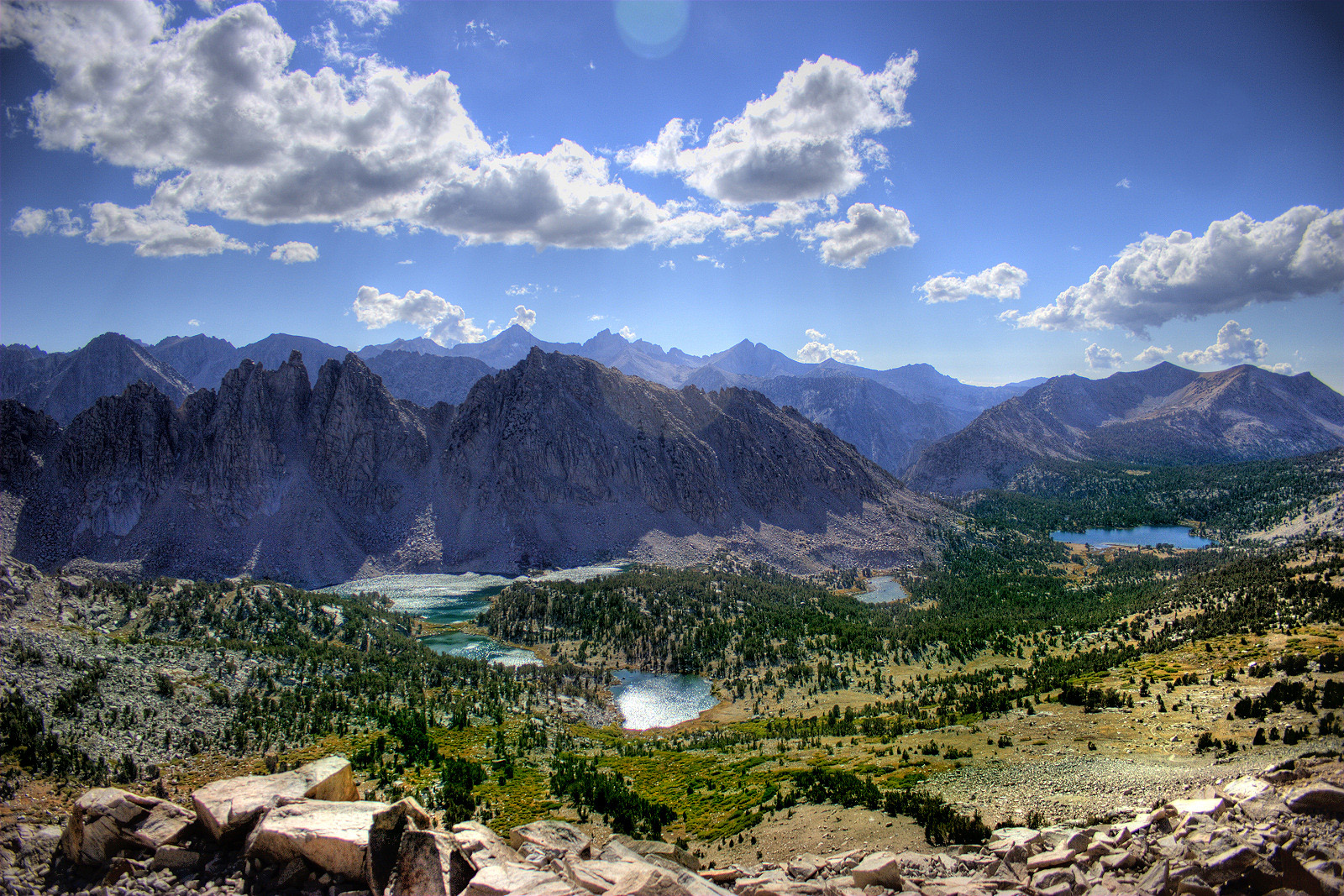
Sierra Nevada.
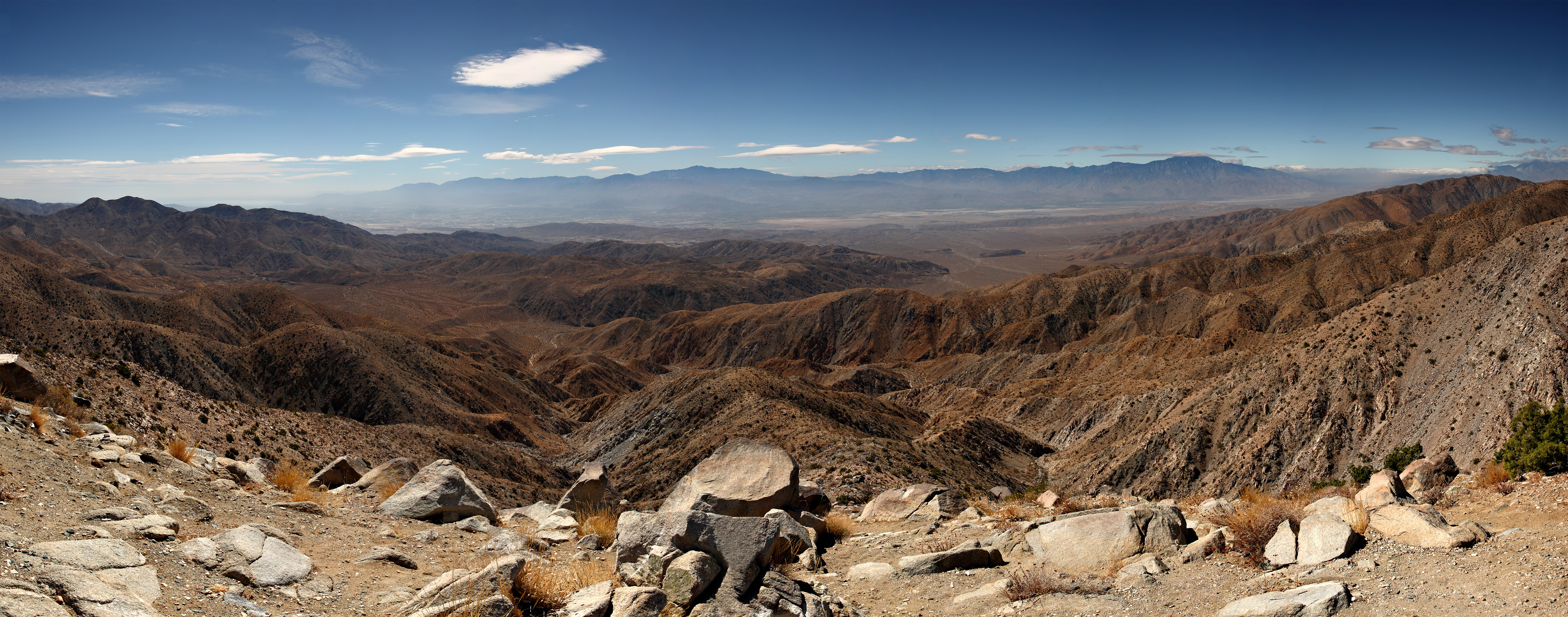
Ökenlandskap, Joshua Tree National Park.

Kalifornien gränsar i norr till Oregon, i öster till Nevada och Arizona, i väster till Stilla Havet och i syd till Mexiko. Delstaten har ett mycket varierat landskap; bördiga dalar, höga berg och ogästvänliga öknar. Med sin area på 410 000 kvadratkilometer är Kalifornien den tredje största delstaten. De flesta storstäderna ligger längs Stillahavskusten, exempelvis Los Angeles, San Diego, San José och San Francisco. Huvudstaden Sacramento ligger dock i inlandet.
I centrala och östra delen av delstaten ligger Sierra Nevada med det kontinentala USA:s högsta berg, Mount Whitney (4 421 meter över havet). Längs Sierra Nevada ligger även nationalparken Yosemite National Park och den djupa färskvattensjön Tahoesjön. Mojaveöknen ligger även den vid bergskedjan.
Kalifornien är känt för sina många jordbävningar vilka orsakas av bland annat San Andreasförkastningen. De kraftigaste jordbävningarna i USA har skett i Alaska och längs Mississippifloden, men i Kalifornien förekommer de ofta och drabbar ofta tätbefolkade områden. Enligt United States Geological Survey kommer en stor jordbävning (över 6,7 på Richterskalan) med 62 procents säkerhet att drabba området kring San Francisco inom de närmaste 30 åren. På lång sikt verkar kontinentaldriften på ett sådant sätt att kustområdet kommer att avskiljas från kontinenten och antingen bilda en ny landmassa eller sjunka i havet. Trots att scenariot är det sannolika ur ett geologiskt perspektiv lever människorna i området ganska bekymmerslöst.
Napadalen och den angränsande Sonomadalen strax norr om San Francisco är ett viktigt vinområde med starka band till vinodlingarna i Frankrike. Men vin odlas idag på stora områden utefter Stillahavskusten, bland annat i Paso Robles.

### Bergsområden
I Kalifornien finns bergspasset Altamont Pass, som hyser 4 930 mindre vindkraftverk.

### Klimat
| Högsta och lägsta dygnsmedeltemperatur (°C) | Högsta och lägsta dygnsmedeltemperatur (°C) | Högsta och lägsta dygnsmedeltemperatur (°C) | Högsta och lägsta dygnsmedeltemperatur (°C) | Högsta och lägsta dygnsmedeltemperatur (°C) | Högsta och lägsta dygnsmedeltemperatur (°C) | Högsta och lägsta dygnsmedeltemperatur (°C) | Högsta och lägsta dygnsmedeltemperatur (°C) | Högsta och lägsta dygnsmedeltemperatur (°C) | Högsta och lägsta dygnsmedeltemperatur (°C) | Högsta och lägsta dygnsmedeltemperatur (°C) | Högsta och lägsta dygnsmedeltemperatur (°C) | Högsta och lägsta dygnsmedeltemperatur (°C) |
| Stad                                        | Jan                                         | Feb                                         | Mar                                         | Apr                                         | Maj                                         | Jun                                         | Jul                                         | Aug                                         | Sep                                         | Okt                                         | Nov                                         | Dec                                         |
| ------------------------------------------- | ------------------------------------------- | ------------------------------------------- | ------------------------------------------- | ------------------------------------------- | ------------------------------------------- | ------------------------------------------- | ------------------------------------------- | ------------------------------------------- | ------------------------------------------- | ------------------------------------------- | ------------------------------------------- | ------------------------------------------- |
| San Francisco                               | 14/8                                        | 16/9                                        | 17/9                                        | 18/10                                       | 18/11                                       | 20/12                                       | 20/12                                       | 21/13                                       | 22/13                                       | 21/13                                       | 18/11                                       | 15/8                                        |
| Sacramento                                  | 13/5                                        | 17/7                                        | 19/8                                        | 23/10                                       | 28/12                                       | 32/14                                       | 34/16                                       | 34/16                                       | 32/15                                       | 26/12                                       | 18/8                                        | 13/4                                        |
| Death Valley                                | 19/4                                        | 23/8                                        | 27/12                                       | 32/17                                       | 37/22                                       | 43/27                                       | 46/30                                       | 45/29                                       | 41/24                                       | 33/16                                       | 24/8                                        | 18/3                                        |
| Los Angeles                                 | 20/9                                        | 21/10                                       | 21/11                                       | 23/12                                       | 24/14                                       | 27/16                                       | 29/18                                       | 29/19                                       | 28/18                                       | 26/16                                       | 23/12                                       | 21/9                                        |
| San Diego                                   | 19/10                                       | 19/11                                       | 19/12                                       | 21/13                                       | 21/16                                       | 22/17                                       | 24/19                                       | 26/19                                       | 25/19                                       | 23/16                                       | 21/12                                       | 19/9                                        |
| Weather.com                                 |                                             |                                             |                                             |                                             |                                             |                                             |                                             |                                             |                                             |                                             |                                             |                                             |

Kalifornien har ett mycket skiftande klimat, beroende var i delstaten man befinner sig, höjden över havet och avståndet till kusten. Större delen av delstaten har medelhavsklimat med kyliga till milda, något regniga vintrar och varma till heta, torra somrar. Nordvästra Kalifornien har tempererat klimat och Sierra Nevada har ett subarktiskt och bergsklimat.
Stilla havets inverkan på kustområdena leder till något svalare somrar och varmare vintrar. Ofta förekommer dimma längs kusten. Ju längre bort från havet man kommer desto mer medelhavslikt blir klimatet. Det regnar vanligtvis mer i de norra delarna än i de sydligare. I nordvästra Kalifornien regnar det ungefär 380–1 020 millimeter per år, och i Los Angeles-området cirka 380 millimeter per år.
I Sierra Nevada snöar det om vintrarna och man har måttliga temperaturer om somrarna. På den östra sidan av Sierra Nevada har man ökenklimat eftersom området ligger i regnskugga. Snöfall inträffar vanligtvis endast på hög höjd i bergen.

## Styre och politik

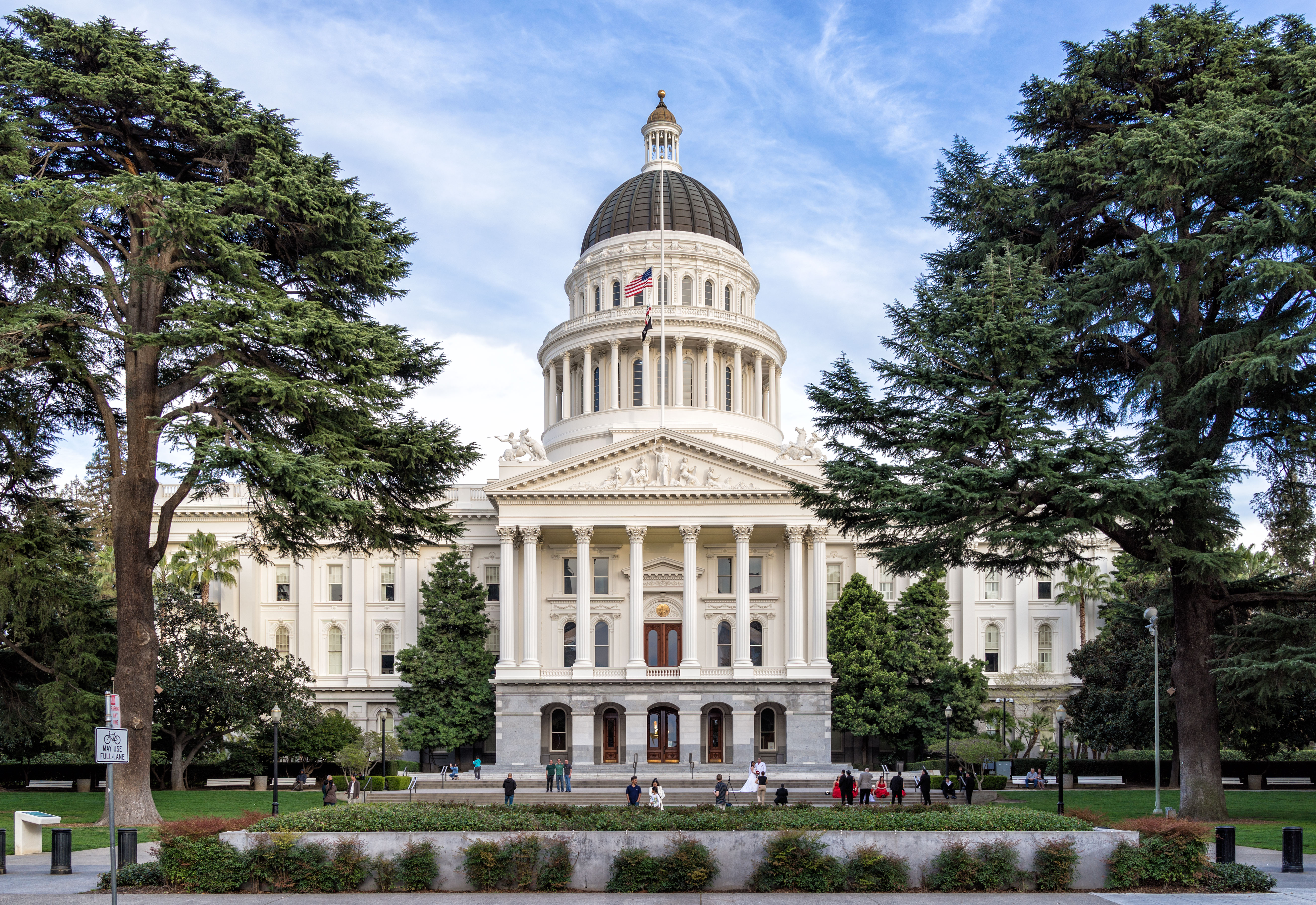
California State Capitol, där Kaliforniens delstatslegislatur har sitt säte.

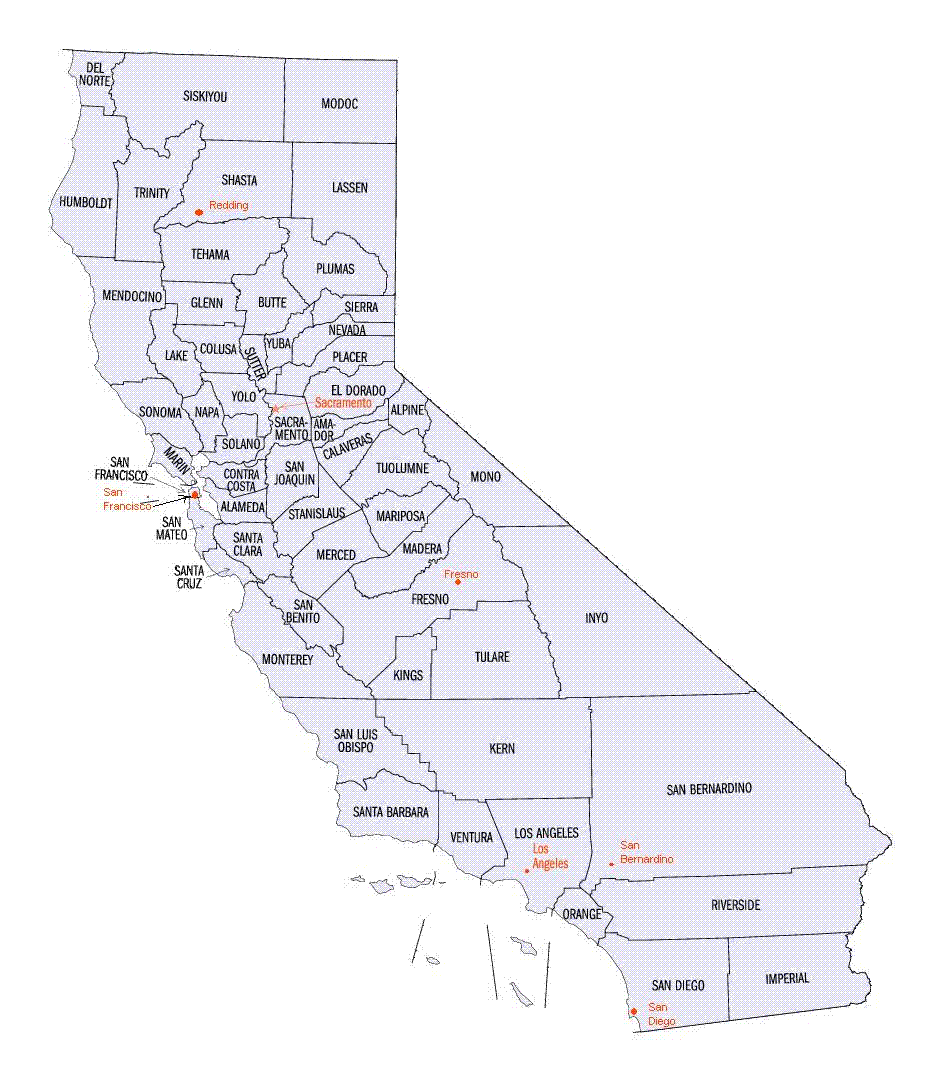
Karta över Kaliforniens countyn.

Delstatens huvudstad är Sacramento. Den fick stadsrättigheter 1850 och blev fyra år senare huvudstad i delstaten. Delstatsadministrationen har sitt säte i och runt California State Capitol, där Kaliforniens delstatslegislatur sammanträder. Kaliforniens guvernör är den högste utövaren av verkställande makt i delstatsstyret. Kaliforniens domstolsväsen utgör den dömande makten.
Kalifornien har genomfört lagar mot tobaksrökning, naturskydd och med legalisering av könsneutrala äktenskap; ofta tidigare än andra amerikanska delstater. Den sista lagen ändrades 2008 på grund av Proposition 8; detta lagtillägg förklarades dock rättsstridigt fem år senare. San Francisco har varit ett starkt fäste för USA:s alternativkultur, och 1970 arrangerades där den första San Francisco Pride.
Även om Kalifornien har varit en av de stater som reglerat tobakskonsumtion, så har delstaten liberala cannabislagar. Medicinsk cannabis är legaliserat i Kalifornien, lagstiftningen har kritiserats av bland annat United States Drug Enforcement Administration (DEA) då det råder stora skillnaden mellan olika countyn rörande mängden medicinskt cannabis en användare/distributör får inneha/kultivera. Som exempel på dessa skillnader kan nämnas att en person/distributör av medicinsk cannabis i Marin County får kultivera tre plantor alternativt inneha cirka 226 gram cannabis, medan det i Sonoma County är lagligt att kultivera 99 plantor alternativt inneha cirka 1,36 kilogram cannabis för medicinsk användning. Dessa skillnader har enligt USDEA gjort det väldigt svårt för myndigheter att se skillnad på innehav av legal och illegal cannabis, liksom att avgöra om en odling är ämnad för illegal eller legal försäljning.

## Ekonomi

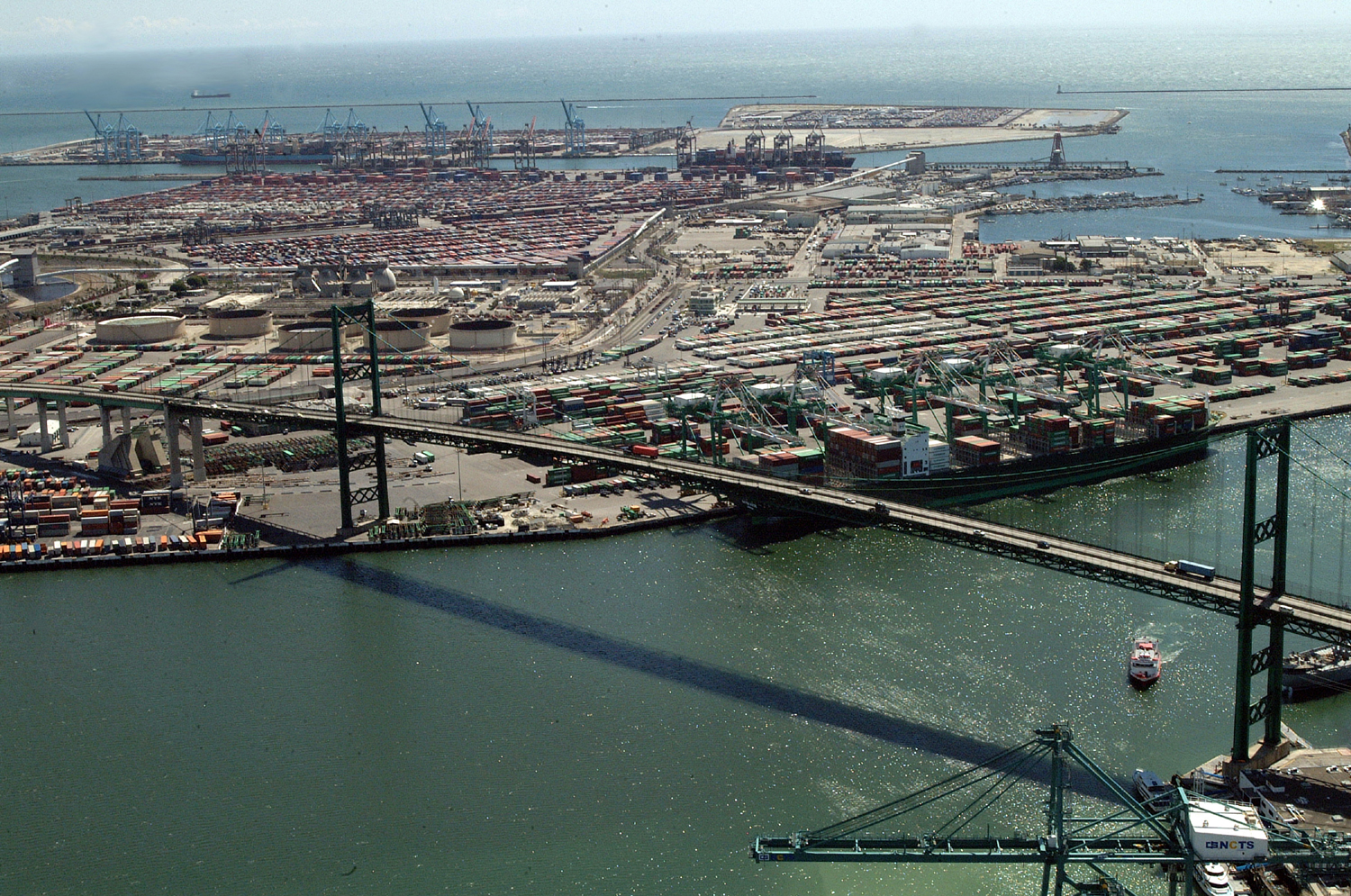
Los Angeles hamn och Vincent Thomas-bron.

Kaliforniens bruttonationalprodukt (2 700 miljarder dollar) 2017, utgör 14 procent av USA:s totala, vilket placerar delstaten på en femte plats om man jämför med världens länder. De enda länder som har en större bruttonationalprodukt, förutom USA, är Kina, Japan och Tyskland.
Den viktigaste inkomstkällan är jordbruket, vilket består av frukt-, grönsaks- och vinodling samt boskapsskötsel. Efter detta följer rymd- och nöjesindustrin, framför allt television. Även filmindustrin är en viktig inkomstkälla, liksom dator- och gruvindustrin.
Exempel på produkter
- Massmedia
  - Film
  - Video
  - Television
  - Musik
  - Datorspel
- Vin
- Vindruvor
- Russin
- Frukt
- Andra jordbruksprodukter
- Högteknologi
  - Datorer
  - Elektronik
  - Vapenindustri
  - Flygplansindustri
  - Rymdteknologi

## Demografi
År 2023 hade Kalifornien 39 110 000 invånare, vilket gör delstaten till den folkrikaste i USA. Sammanlagt bor 12 procent av USA:s invånare där år 2023.
Den största etniska gruppen är fortfarande vita, men de är inte i majoritet. Latinamerikanerna utgör en tredjedel av befolkningen, därefter kommer, i storleksordning: asiater, afroamerikaner och olika indianbefolkningar. På grund av den stora invandringen från Mexiko och det höga antalet födda barn i gruppen beräknas latinamerikanerna vara i majoritet omkring 2040.

### Större städer
- Los Angeles 3 822 000 invånare i city år 2020. Regionen (MSA - metropolitan statistical area) 13,2 miljoner, omfattande Anaheim-Long Beach och storregionen (CSA combined statistical area) 18,3 miljoner, omfattande även San Bernardino-Riverside [18].
- San Diego (1 255 540 invånare)
- San Jose (912 332 invånare)
- San Francisco (739 426 invånare)
- Long Beach (474 014 invånare)
- Fresno (461 116 invånare)
- Sacramento (456 441 invånare)
- Oakland (395 274 invånare)
- Santa Ana (340 368 invånare)
- Anaheim (331 824 invånare)
- Bakersfield (295 536 invånare)
- Riverside (290 086 invånare)
- Stockton (286 926 invånare)
- Chula Vista (210 927 invånare)

### Storstadsregioner
- Los Angeles-Long Beach-Santa Ana (12 950 129 invånare, per 2006)[19]
- San Francisco-Oakland-Fremont (4 180 027 invånare)
- Riverside-San Bernardino-Ontario (4 026 135 invånare)
- San Diego-Carlsbad-San Marcos (2 941 454 invånare)
- Sacramento-Arden-Arcade-Roseville (2 067 117 invånare)
- San Jose-Sunnyvale-Santa Clara (1 787 123 invånare)

## Kultur

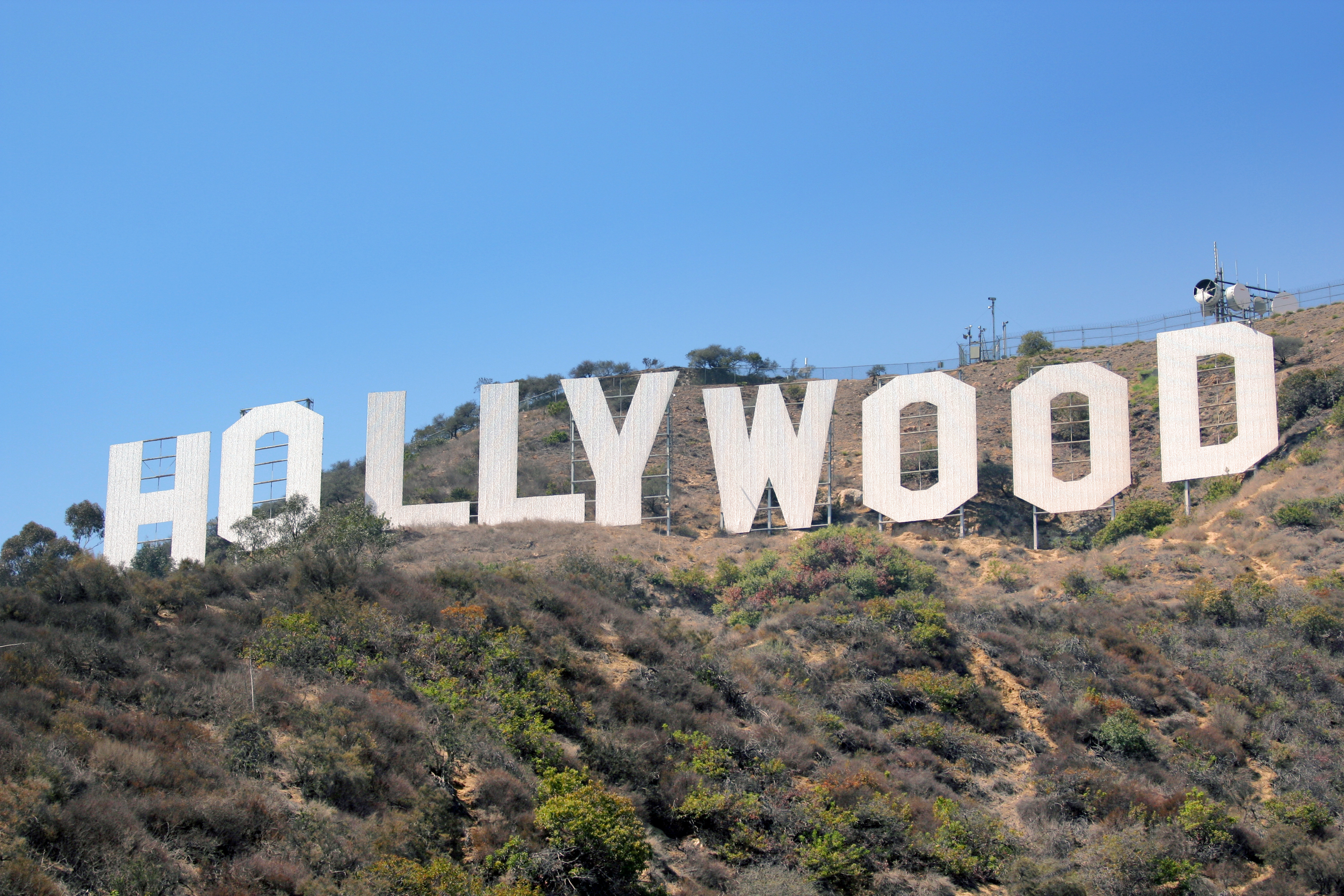
Hollywood är USA:s filmcentrum och utövar stort kulturellt inflytande världen över.

Genom företag baserade i Silicon Valley och Hollywood har Kalifornien ett mycket stort inflytande över världens populärkultur. Medieföretag som Disney och Time Warner och IT-företag som Apple, Google och Facebook påverkar livsstil och värderingar för miljoner människor världen över.
Delstatens liberala kulturtradition har även bidragit till att man blivit centrum i USA:s porrfilmsindustri. Denna har länge varit baserad främst i och kring San Fernando Valley.

### Utbildning

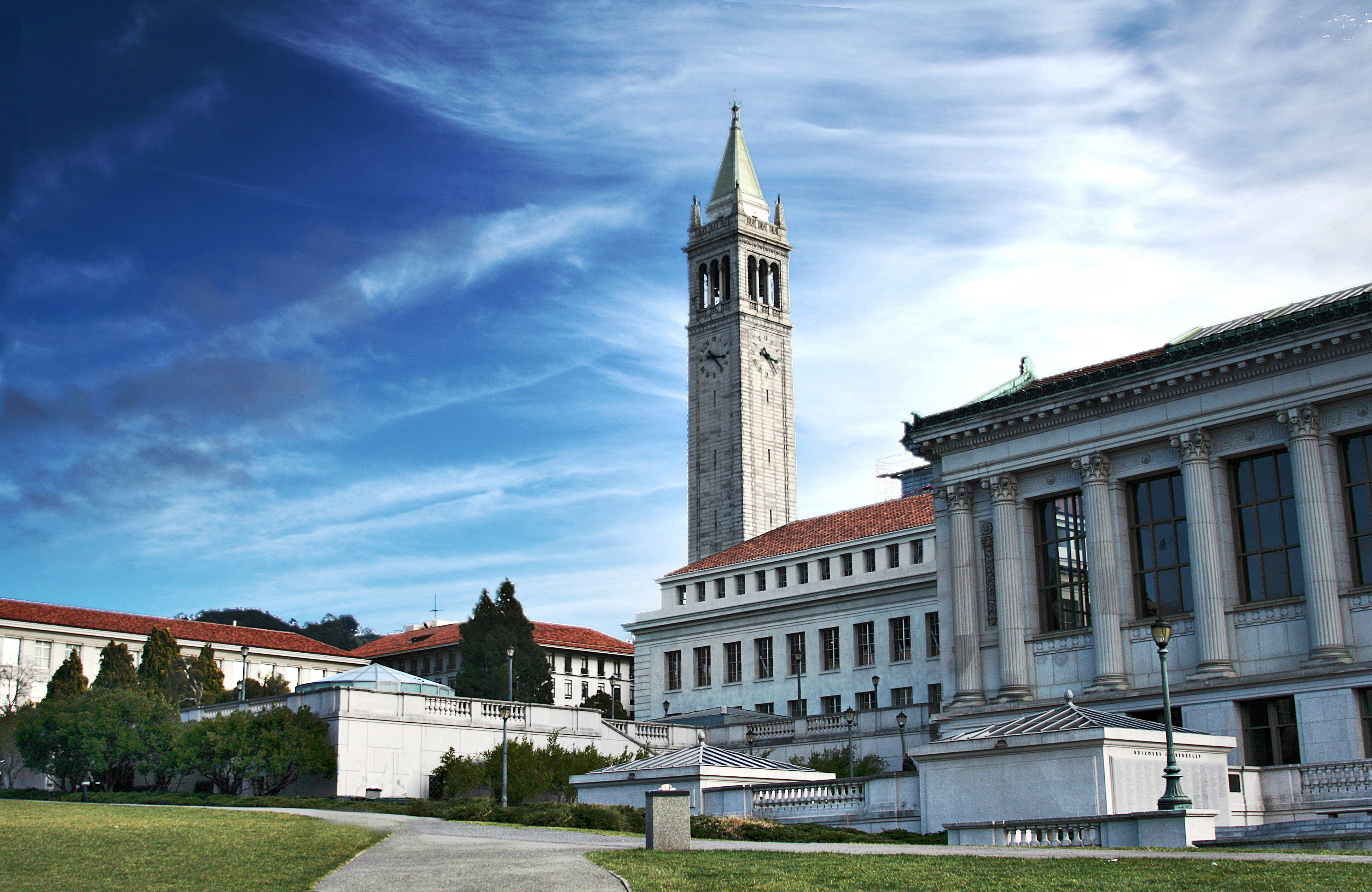
University of California, Berkeley

Kalifornien har ett unikt tillägg till sin konstitution: minst 40 procent av den totala skatteintäkten ska tillfalla utbildningsväsendet. Det viktigaste universitetet i delstaten är University of California, som bland sina anställda har det största antalet nobelpristagare av alla utbildningsanstalter i världen. Universitetet har tio campus fördelade på Berkeley, Davis, Irvine, Los Angeles, Merced, Riverside, Santa Barbara, Santa Cruz, och San Diego. Det tionde, i San Francisco, är ett medicinskt universitet. UC Merced är det senast tillkomna och öppnade 2005.
Universitetet driver även Lawrence Berkeley National Laboratory i Berkeley på uppdrag från federala myndigheter, och är tillsammans med privata företag delaktigt i driften av Lawrence Livermore National Laboratory i Livermore och Los Alamos National Laboratory i Los Alamos. California State University är ett annat universitetssystem med 23 campus runt om i delstaten. Tyngdpunkten ligger på grundutbildning.
Det finns även flera framstående privata universitet i delstaten; Stanford University, ett av världens främsta forskningsuniversitet, University of Southern California (USC) och California Institute of Technology (Caltech) (som administrerar Jet Propulsion Laboratory för Nasa). Många övriga colleges och universitet finns i delstaten, varav flera är ganska små eller specialiserade. Exempel på specialiseringar är religion och utbildningar för nöjesindustrin.
Kalifornien har också ett antal inflytelserika tankesmedjor: Rand Corporation, Hoover Institution och SRI International.

### Det kulturella Kalifornien
Kalifornien har ett stort kulturellt utbud med bland annat San Francisco Museum of Modern Art, Los Angeles County Museum of Art, Fine Arts Museums of San Francisco, Hearst Castle, San Francisco Opera, San Francisco Symphony, J Paul Getty Museum och Los Angeles Philharmonic.
Bland andra Joan Didion och John Steinbeck har skrivit skönlitterära verk om Kalifornien.
Kalifornien är även berömt för sitt kök, Californina Cuisine, som är en blandning av mat från öst, väst och syd, så kallad fusion cuisine som de senaste åren har blivit allt mer populärt.

### Sport
Professionella klubbar i de högsta ligorna
- NFL (amerikansk fotboll)
  - Los Angeles Rams
  - San Francisco 49ers
  - Los Angeles Chargers
- NBA (basketboll)
  - Golden State Warriors
  - Los Angeles Lakers
  - Los Angeles Clippers
  - Sacramento Kings
- NHL (ishockey)
  - San Jose Sharks
  - Anaheim Ducks
  - Los Angeles Kings
- MLS (fotboll)
  - Los Angeles Galaxy
  - Los Angeles FC
  - San Jose Earthquakes
- MLB (baseboll)
  - Oakland Athletics
  - San Francisco Giants
  - Los Angeles Dodgers
  - Los Angeles Angels
  - San Diego Padres
- AFL (inomhusfotboll)
  - Los Angeles Avengers
  - San Jose SaberCats

## Kända personer från Kalifornien
- Steve Jobs, entreprenör, affärsman och grundare till teknikföretaget Apple
- Billie Joe Armstrong, sångare, elgitarrist och låtskrivare i punkrockbandet Green Day
- Jennifer Aniston, skådespelerska
- Lisa Kudrow, skådespelerska
- Dave England, professionell snowboardåkare, skådespelare
- Tyra Banks, fotomodell, programledare
- The Beach Boys, rockband
- Josh Brolin, skådespelare
- Jackson Browne, sångare, musiker (men född i Tyskland)
- Cher, sångerska, skådespelerska
- Joan Didion, författare, journalist
- Richard Dreyfuss, skådespelare (men född i New York)
- Clint Eastwood, skådespelare, filmregissör
- Blake Edwards, filmregissör (men född i Oklahoma)
- Sammy Hagar, rocksångare i bland annat Van Halen
- Greg Hancock, speedwayförare
- Tom Hanks, skådespelare, filmproducent
- William Randolph Hearst, mediamagnat, tidningskung
- James Hetfield, sångare, rockmusiker, kompositör i Metallica
- Dustin Hoffman, skådespelare
- Diane Keaton, skådespelerska
- Anthony Kiedis, rocksångare i Red Hot Chili Peppers (men född i Michigan)
- Monica Lewinsky, huvudperson i Lewinsky-affären
- Jack London, författare
- Courtney Love, sångerska, skådespelerska
- George Lucas, filmregissör, manusförfattare
- Steve Martin, skådespelare, komiker (men född i Texas)
- Marilyn Monroe, skådespelerska, sångerska
- Randy Newman, kompositör, pianist, sångare
- Richard Nixon, USA:s president 1969–1974
- George S. Patton, general
- Robert Redford, skådespelare, filmregissör
- David Lee Roth, rocksångare i bland annat Van Halen (men född i Indiana)
- William Saroyan, författare
- John Steinbeck, författare, nobelpristagare
- Eddie Van Halen, rockmusiker i Van Halen (men född i Nederländerna)
- Tom Waits, sångare, musiker, kompositör, skådespelare
- Tiger Woods, golfspelare
- Frank Zappa, rockmusiker, kompositör (men född i Maryland)
- Ashley Benson, skådespelerska
- Kamala Harris,  USA:s vicepresident (2021–2025)
- Usha Vance, advokat

## Galleri

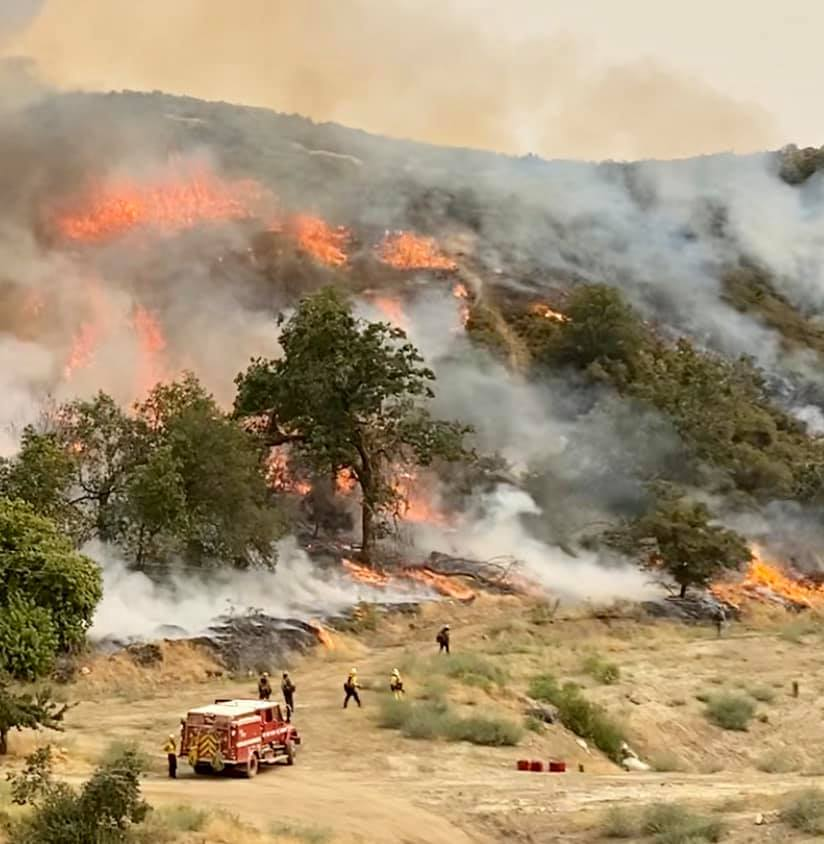
Cal Fire bekämpar skogsbrand i San Bernardino National Forest i september 2020.
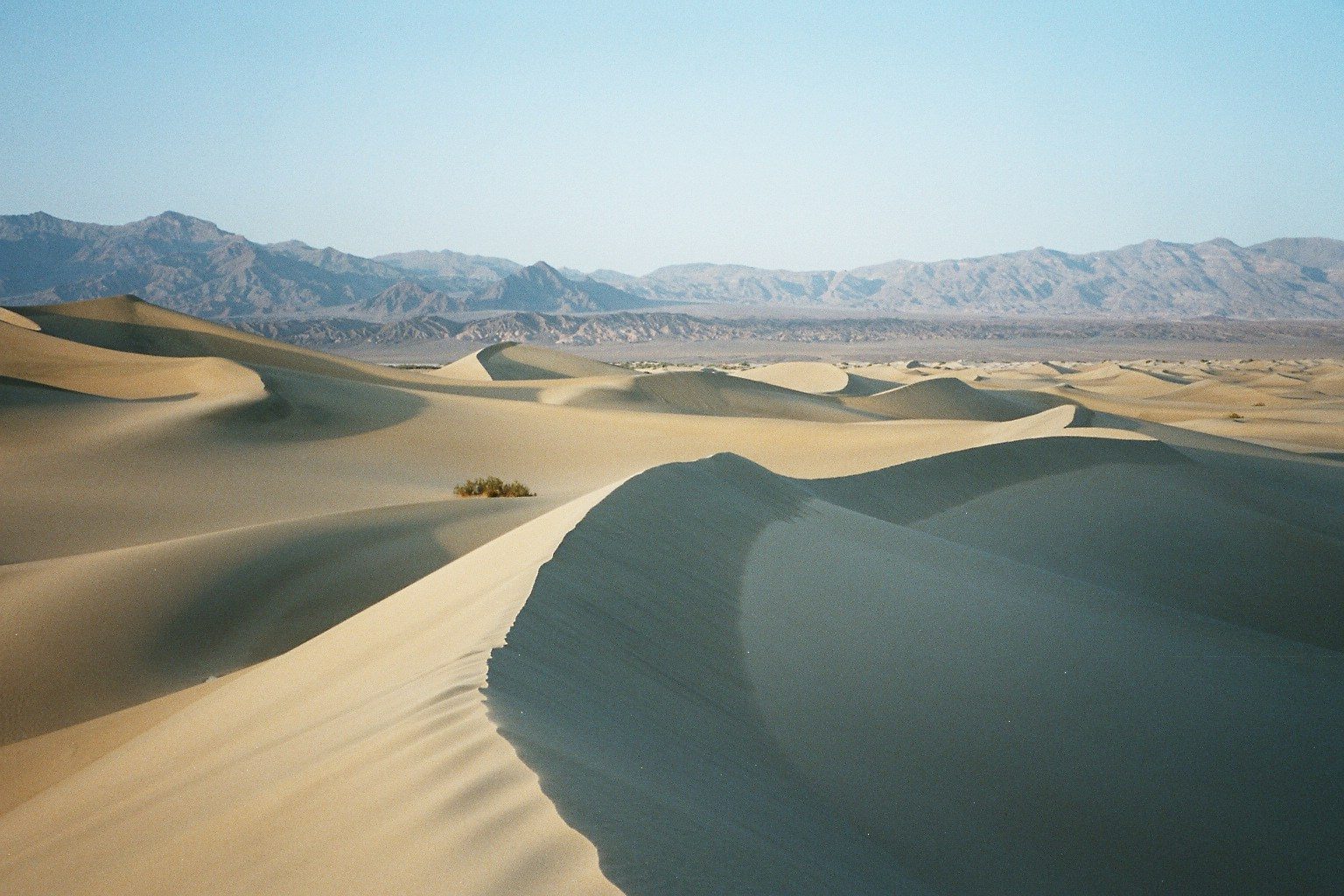
Sanddyner i Death Valley.